# EMule
eMule è un software applicativo open source dedicato alla condivisione dei file basato sul peer-to-peer e scritto in linguaggio C++ per il sistema operativo Microsoft Windows; OSX e Linux.
Utilizza i network peer-to-peer, eDonkey e Kad, quest'ultimo basato su un'implementazione del protocollo di rete Kademlia. Ha tra i suoi punti di forza la semplicità e la pulizia dell'interfaccia grafica, la disponibilità in più di quaranta diverse lingue, una vasta ed attiva comunità di utenti che mantengono vivo il progetto. Al 21 marzo 2017 eMule risulta essere stato scaricato 684 900 000 volte, posizionandosi come quarto applicativo più scaricato da SourceForge.

## Nome
Il nome venne scelto poiché sottolinea la somiglianza con il programma eDonkey. Infatti il termine inglese donkey significa asino, mentre il termine inglese mule significa mulo (la e iniziale di eDonkey ed eMule indica il termine inglese electronic, ovvero elettronico).

## Storia

### La nascita

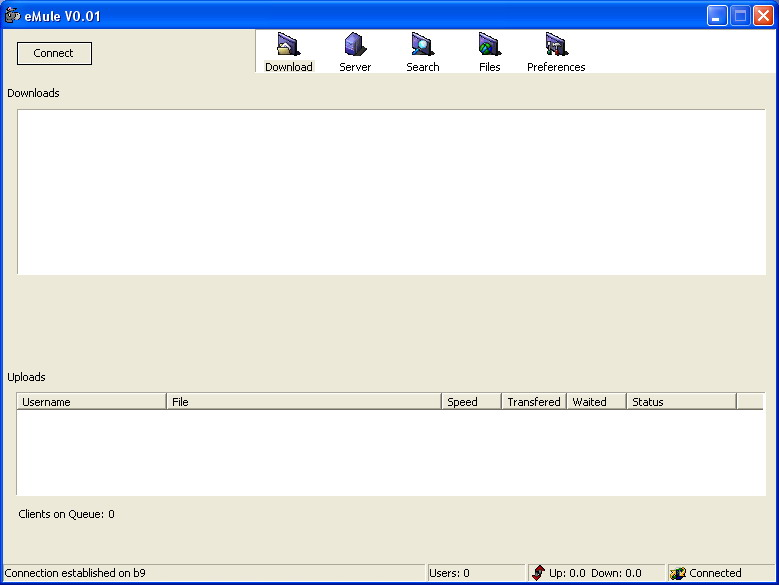
eMule 0.01

Il progetto eMule nasce il 13 maggio 2002 grazie al programmatore tedesco Hendrik Breitkreuz, conosciuto come Merkur, insoddisfatto del client eDonkey. Merkur radunò intorno a sé altri sviluppatori con lo scopo di creare un programma eDonkey-compatibile ma con molte più funzioni. Il programma si afferma rapidamente come client di punta sulla rete grazie alle sue caratteristiche innovative.
Il 7 luglio 2002 viene reso disponibile su SourceForge il solo sorgente della prima versione. Ma la versione effettivamente utilizzabile uscirà il 9 agosto.

### eMule e sistemi Microsoft Windows
eMule nasce come programma per sistemi Windows. Le versioni della serie 0.20 funzionavano solo su sistemi Windows 2000 e Windows XP, ma già dalla versione 0.21a3 il programma è funzionante su sistemi Windows 98 ed Windows Me.
La compatibilità con Windows Vista arriva a cinque anni dalla nascita di eMule con la versione 0.48a.

### eMule su altri sistemi operativi
eMule è sviluppato ufficialmente solo per i sistemi operativi Windows, ma può essere utilizzato anche su Linux e macOS sfruttando Wine, un software in grado di eseguire le applicazioni per Windows su altri sistemi operativi. La compatibilità, tuttavia, non è completa e pertanto eMule può subire rallentamenti o crash, specialmente durante un uso intensivo.
Il programma aMule, disponibile per Linux e Mac OS X, è nato per risolvere questi problemi di compatibilità.

### Eventi di rilievo nella storia di eMule
- 7 luglio 2002: prima versione disponibile su SourceForge (solo sorgente)
- 9 agosto 2002: prima versione effettivamente utilizzabile sul network
- 14 settembre 2002: versione 0.19a (prima versione popolare che introduce il sistema dei crediti)
- 28 settembre 2002: vengono introdotte delle complete e dettagliate statistiche, una novità sul network eDonkey; le versioni della serie 0.20 funzionano solo su sistemi Windows 2000 ed XP
- 13 ottobre 2002: versione 0.21a (supporto a Windows 98 e Windows Me)
- 15 marzo 2003: viene ripreso lo sviluppo della versione serverless (Inizialmente si puntava a creare un client compatibile con la rete Overnet, successivamente il 30 agosto 2003 questa ipotesi viene abbandonata per poter essere liberi di decidere come sviluppare la nuova rete, senza doversi adeguare ad altri. Con questa decisione esce la versione 0.30a e parallelamente comincia la sviluppo della versione 0.40 che integra la rete Kademlia)
- 4 settembre 2004: versione 0.44a (introduzione del supporto Unicode e di un secondo sistema di Hash da incorporare nei link ed2k per migliorare il controllo della corruzione dati durante la trasmissione)
- 6 febbraio 2005: versione 0.45a
- 12 febbraio 2005: versione 0.45b
- 5 maggio 2005: versione 0.46a
- 5 luglio 2005: versione 0.46b (introdotto il supporto per le "collezioni", piccoli file contenenti le informazioni necessarie a scaricarne altri. L'implementazione è diversa e quindi non compatibile rispetto a quella del client eDonkey. È possibile inoltre, durante la ricerca su server, effettuare un'interrogazione per ottenere una lista di file correlati o pertinenti)
- 26 luglio 2005: versione 0.46c
- 26 gennaio 2006: versione 0.47a
- 22 febbraio 2006: i celebri server Razorback 2.0 e Razorback 2.1 (insieme ad altri meno noti) vengono chiusi dalla polizia belga e l'amministratore, residente in Svizzera, viene arrestato
- 8 settembre 2006: versione 0.47b (introdotto Protocollo Offuscato che permette di aggirare i filtri P2P di alcuni ISP)
- 14 settembre 2006: versione 0.47c
- 1º maggio 2007: versione 0.48a beta 1
- 10 maggio 2007: versione 0.48a beta 2
- 13 maggio 2007: versione 0.48a (risolta incompatibilità con Windows Vista)
- settembre-ottobre 2007: chiusura dei celebri server Donkey, Big Bang e Byte Devils a causa di una serie di azioni legali da parte delle major discografiche in Francia, Paesi Bassi e Germania
- 15 aprile 2008: versione 0.49a beta1
- 30 aprile 2008: versione 0.49a beta2
- 6 maggio 2008: versione 0.49a beta3
- 11 maggio 2008: versione 0.49a
- 2 agosto 2008: versione 0.49b
- 22 febbraio 2009: versione 0.49c
- 11 marzo 2010: versione 0.50a beta1
- 19 marzo 2010: versione 0.50a beta2
- 28 marzo 2010: versione 0.50a beta3
- 7 aprile 2010: versione 0.50a
- 20 marzo 2015: versione comunità 0.50b BETA1
- 19 luglio 2018: versione 0.51a "Community Release"
- 2 settembre 2018: versione 0.51b "Community Release"
- 26 febbraio 2019: versione 0.51c "Community Release"
- 26 maggio 2019: versione 0.51d "Community Release"
- 14 agosto 2020: versione 0.60a beta "Community Version"[4]
- 10 ottobre 2020: versione 0.60a "Community Version"
- 13 dicembre 2020: versione 0.60b "Community Version"
- 13 maggio 2021: versione 0.60c "Community Version"
- 24 novembre 2021: versione 0.60d "Community Version"
- 26 agosto 2023: versione 0.70a "Community Version"
- 17 agosto 2024: versione 0.70b "Community Version"

## I network
Il network è un protocollo di comunicazione attraverso il quale un programma p2p una volta interfacciato riesce ad eseguire delle operazioni in rete come la ricerca o lo scaricamento di un file non solo su internet (altri computer connessi), ma anche sullo stesso computer e su computer della rete locale.

### Il network eDonkey
La rete eDonkey detta anche ed2k è stato il primo network supportato da eMule. Ha struttura composta da client e server.
1. I file condivisi presenti nel network non risiedono nei vari server, ma sui client stessi e lo scambio avviene sempre tra client e client.
2. I server sono deputati all'accesso alla rete peer to peer per la ricerca dei file e l'identificazione dei client in cui risiede la risorsa da scaricare.
3. L'indice dei file condivisi da un client viene inviato al server di accesso alla rete durante la connessione tra i due.

#### I server
I server sono dei database che indicizzano i file e gestiscono le connessioni tra gli utenti. In ed2k non è presente un unico repository, ma molti, che distribuiscono il carico tra loro e comunicano fra loro. Sono gestiti da volontari che li mantengono a proprie spese.

#### Iclient
Con client si intende un qualsiasi programma in grado di interfacciarsi con la rete server di eDonkey. Non esiste solo eMule ma anche molti altri, tra i più famosi vi sono eDonkey e Shareaza. Da segnalare anche aMule, versione Linux di eMule.
Da una costola di eMule è poi nato eMule Plus, a partire dalla distribuzione della versione 0.30, client compatibile con tutti i sistemi operativi Windows. Vi sono molteplici differenze tra i due client, la principale differenza tra i due client è l'assenza del network Kad (implementazione di Kademlia). Il team sviluppatore di eMule Plus ha distribuito la versione 1.2d, con supporto unicode, il 18 maggio 2008.
Un client si connette ad un solo server alla volta sufficiente per eseguire una ricerca su tutti i server presenti nella rete, in quanto comunicano fra di loro.
Il programma riprende gli scaricamenti/caricamenti che erano in corso, non appena è di nuovo disponibile una connessione Internet. Se il nodo ha una connessione always-on, è necessario prolungare (o eliminare) l'intervallo di tempo prima dell'entrata in stand-by, che interrompe la connessione.

#### IlFileHash
Il FileHash serve ad identificare in modo univoco un file nel network e viene calcolato da eMule utilizzando l'algoritmo MD4. Per i file di dimensione minore di 4 Gigabyte il FileHash è di 32 cifre esadecimali mentre i file di dimensione maggiore hanno un FileHash esteso.

#### I link eD2K
Un «link eD2K» è un collegamento utilizzato dai client eDonkey per effettuare il download di un file. La sua struttura di base è la seguente:
ed2k://|file|nome_del_file|lunghezza_in_byte|hash_di_32_cifre_esadecimali|/
L'univocità di un file nella rete è garantita dall'accoppiamento di «Lunghezza in byte» con l'«Hash di 32 cifre esadecimali».

### Il network Kad
Basato sulla rete Kademlia, il network Kad è una rete priva di server, presente dalla versione 0.42 di eMule, concepita per distribuire il carico di lavoro a tutti i client connessi invece che ad un unico server centrale. È in grado di svolgere le medesime funzioni di eDonkey.
La connessione alla rete, detta procedura di bootstrap, avviene contattando gli altri client che assegnano lo stato open nel caso siano contattati liberamente oppure lo stato di firewalled se la comunicazione risulta filtrata.
A partire da eMule 0.44a è presente la funzione buddy, grazie alla quale un client firewalled riesce a comunicare nella rete appoggiandosi ad uno di tipo open.
Nella versione 0.47a è stata introdotta la nuova rete Kad 2.0, resa definitiva nella versione 0.47c.

## Caratteristiche

### ID
Calcolo dell'ID del server (formula valida solo per id alto). Dato un IP:
{\displaystyle A.B.C.D}
Si ha che:
{\displaystyle A+256\cdot B+256^{2}\cdot C+256^{3}\cdot D}
Se l'id è basso, il server assegna un numero casuale inferiore a 16777216.
Per controllare più agevolmente lo stato dell'id, si controllano le frecce in diagonale poste sul piccolo globo azzurro posizionato nella barra di stato del proprio client, in basso a destra:
- La freccia inferiore sinistra indica il collegamento al server, quella superiore destra indica il collegamento alla rete kad.
- La freccia rossa indica: non connesso.
- La freccia verde indica: connesso con id alto.
- La freccia gialla indica: connesso con id basso (firewalled per la rete kad).

NB: da non confondersi con le frecce poste in verticale, rosse o verdi, che indicano un'attività/inattività di scaricamento/caricamento.

### Collezioni
Presente in eMule dalla versione 0.46b le collezioni sono dei file con estensione .emulecollection normalmente condivisi come qualsiasi altro tipo di file. Una collezione è composta da un insieme di link eD2k ha quindi dimensioni molto contenute ed il suo scaricamento è quasi sempre immediato.

### Commenti
I commenti sono una funzione molto utile per mezzo della quale una persona può far sapere alle altre il proprio giudizio sulla qualità del file condiviso o scaricato.
I commenti si compongono di una valutazione compresa fra quelle elencate nella seguente tabella, il nome del file giudicato, l'autore del commento e il testo vero e proprio.
Spesso però i commenti non sono rivolti alla qualità del file, bensì a pareri personali sul contenuto di esso (ad esempio se un clip video piace o meno, non tenendo conto della qualità audio/video). Possono anche contenere messaggi che inducono allo scaricamento di altri file, spesso guide su come velocizzare eMule e comunque del tutto inutili (se non dannosi).
Tuttavia questo sistema può essere comodo per l'utente che può controllare se sta veramente scaricando ciò che vuole (alcuni buontemponi rinominano i file per prendersi gioco degli altri utenti) e se qualitativamente è valido.
| Icona | Significato                  |
|       | Non Votato                   |
|       | Ottimo                       |
|       | Buono                        |
|       | Sufficiente                  |
|       | Mediocre                     |
|       | Non Valido / Corrotto / Fake |

### Crediti
I crediti sono uno dei modificatori per il calcolo del punteggio nella coda di caricamento. In eMule un client accumula crediti verso un altro client in base alla quantità di dati scambiati reciprocamente e variano da 1 a 10 calcolati con le seguenti formule:
1. {\displaystyle C={\frac {B_{i}\cdot 2}{B_{r}}}}
2. {\displaystyle C={\sqrt {MB_{i}+2}}}

dove:
- {\displaystyle C} rappresenta i crediti;
- {\displaystyle B_{i}} indica i byte inviati;
- {\displaystyle B_{r}} indica i byte ricevuti;
- {\displaystyle MB_{i}} i Mbyte inviati.

eMule assegnerà i crediti scegliendo il risultato minore tra le due precedenti formule.
Nota: Qualche mod di eMule fa scaricare pochi kB e poi blocca l'invio del file, cercando di guadagnare gli stessi crediti rispetto ai client "leali" (che fanno scaricare l'intera parte). Per questo motivo, nella versione 0.48a è stato modificato il calcolo dei crediti da riconoscere agli altri utenti per i primi 9 MB ricevuti, non permettendo questa ingiustizia.

### Proteggersi dai "falsi"
Per difendersi dalle cosiddette fake, vi sono una serie di accorgimenti:
- leggere i commenti del file;
- controllare il nome dato al file dalle varie fonti. Ogni utente IP identificherà il file con un nome diverso;
- nel caso di file audio o video, osservare la durata del filmato o traccia audio nei risultati della ricerca fatta, in modo da capire subito se è esattamente ciò che si desidera scaricare oppure un fake, e visualizzare un'anteprima, mentre lo scaricamento non è ancora completato (spesso occorre che sia stato scaricato un frammento iniziale del file);

### Riproduzione degli scaricamenti incompleti
In genere, eMule riconosce automaticamente il formato degli scaricamenti incompleti, a condizione che sia presente almeno lo spezzone iniziale, e selezionando la funzione di anteprima avvia subito l'applicazione relativa. Con i filmati è possibile cambiare il lettore da usare con eMule: per farlo andare su Opzioni > File > Player per visualizzare le anteprime ed inserire il percorso del file eseguibile che rappresenta il player preferito.
Sul sito ufficiale è raccomandato VLC media player. Con le vecchie versioni di eMule, per poterlo utilizzare era necessario scaricare anche un apposito plugin, ma con le versioni più recenti di eMule (tra cui la 0.50a) non è più necessario. Basta comunicare il percorso dell'eseguibile, che di solito è:
C:\Programmi\VideoLAN\VLC\vlc.exe
Altamente consigliabile disabilitare la funzione che crea una copia dello scaricamento parziale apposta per l'anteprima.

### Priorità di caricamento
La priorità di caricamento di un file condiviso descrive il livello di importanza di condivisione, può essere impostato manualmente oppure in automatico da eMule. Il variare del valore associato va a modificare il punteggio nella coda di caricamento. Queste sono le proprietà ed i valori utilizzati da eMule:
| Release     | 1,8 |
| Alta        | 0,9 |
| Normale     | 0,7 |
| Bassa       | 0,6 |
| Molto Bassa | 0,2 |

### Coda di caricamento
Gli scaricamenti in eMule funzionano grazie ad un meccanismo di code. Ogni richiesta di caricamento è posta in una "lista d'attesa" propria di ogni eMule alla quale viene assegnato un punteggio calcolato:
{\displaystyle {\mbox{punteggio}}={\mbox{tempo di attesa}}\times {\mbox{priorit}}{\grave {\mbox{a}}}{\mbox{ del file}}\times {\mbox{crediti}}}
Il tempo di attesa (espresso in secondi) indica da quanto tempo un client è entrato in coda per lo scaricamento di un file.
Esempio di 2 client che si trovano in coda fra di loro da 20 minuti, senza crediti fra loro: il primo ha il file in priorità release, l'altro ha lo stesso file ma in priorità bassa (naturalmente hanno tutti e 2 il file incompleto):
1. punteggio del client col file in prio. release che richiede il file (dell'altro client) in prio. bassa: 1200 * 0,6 * 1 = 720
2. punteggio del client col file in prio. bassa che richiede il file (dell'altro client) in prio. release: 1200 * 1,8 * 1 = 2160

Si può notare che più si rimane connessi e più il punteggio aumenta.
Comunque è meglio lasciar gestire le priorità a emule in automatico e usare la priorità release per file più unici che rari.

### Priorità di scaricamento
eMule assegna le fonti A4AF ad un file in base alla sua priorità. Vi sono 9 livelli distinti di priorità determinati dalla priorità della categoria e del file.
| Priorità finale | Priorità della categoria | Priorità del file |
| 1               | Alta                     | Alta              |
| 2               | Alta                     | Normale           |
| 3               | Alta                     | Bassa             |
| 4               | Normale                  | Alta              |
| 5               | Normale                  | Normale           |
| 6               | Normale                  | Bassa             |
| 7               | Bassa                    | Alta              |
| 8               | Bassa                    | Normale           |
| 9               | Bassa                    | Bassa             |

### Fonti A4AF
Durante lo scaricamento di un file eMule può essere in coda solamente per un file alla volta, se un client possiede più file tra quelli scaricati. eMule utilizza quindi le fonti A4AF Asked For Another File cioè Contattato Per Un Altro File per entrare nella coda di un file quando lo scaricamento del precedente è terminato.
La gestione delle fonti A4AF è basata sul meccanismo delle Priorità di scaricamento.

### I.C.H. e A.I.C.H.
- l'I.C.H. e l'A.I.C.H. (Intelligent Corruption Handling e Advanced Intelligent Corruption Handling) che in presenza di corruzione dei dati ricevuti permette al client di effettuare il controllo e l'eventuale scaricamento di blocchi della dimensione di 180KB (contro i 9,28MB che formano un chunk completo)

### Offuscamento del protocollo
Il sistema dell'offuscamento è disponibile a partire dalla versione 0.47b.
Questo sistema spedisce in modo random i dati permettendo di aggirare in qualche modo i filtri utilizzati da alcuni provider che limitano il Peer2Peer (In Italia, fino al termine del 2006, l'unico gestore che ammetteva di aver predisposto alcune limitazioni in situazioni di elevato traffico era Libero) consentendo agli utenti di usare la loro connessione a Internet e quindi di condividere i propri file. Attualmente .
Da marzo 2007 anche Tele2 ha iniziato a testare i filtri e dopo la multa dell'Agcom nel gennaio 2008 ha dichiarato anche sul suo sito di applicare i filtri ai suoi clienti.
In ogni caso, prima di accusare il proprio gestore di filtraggio, è bene assicurarsi di aver impostato emule nel migliore dei modi (id, opzioni connessioni, fonti trovate e in coda nei valori consigliati, ecc).
A tutela della privacy, dal menu "Opzioni/Sicurezza" sono disponibili altre funzionalità:
- identificazione sicura: il nome identificativo nella rete di Emule viene crittografato;
- l'abilitazione di filtri antispam per la ricerca. Il programma chiederà di specificare un indirizzo Internet per l'aggiornamento automatico della blacklist, un file di testo che riporta la "lista nera" dei siti sospettati di mettere in condivisione materiale corrotto (come virus, dialer o trojan rinominati come altri file), oppure di spiare cosa stanno scambiando gli altri computer (Sniffing). Il programma filtra questi indirizzi, ossia blocca in automatico tutte le connessioni in scaricamento e in caricamento a tali siti. Il filtro può anche essere esteso ai server di rete.
A completamento delle protezioni a tutela della privacy interne al programma, la tecnologia del proxy server permette di rendere anonima la propria navigazione, o di avere un IP difficilmente tracciabile, sia per una connessione da accesso remoto che ADSL.
Emule tiene comunque traccia per ogni file dei commenti lasciati da utenti diversi dall'indirizzo IP che l'ha posto in condivisione, per limitare le conseguenze in caso di diffusione di materiale dannoso per il computer.
eMule non presenta però caratteristiche più evolute per il confronto dei risultati di una ricerca, come un Algoritmo di Hash che dovrebbe restituire stringhe numeriche simili, quanto più lo sono i file di partenza.

### Versione mobile
Esisteva un sottoprogetto di eMule, denominato MobileMule, per la gestione da remoto di eMule, tramite cellulari WAP e più evoluti. Il progetto non è più aggiornato e non è compatibile con i telefoni più recenti.

## Le versioni modificate (mod)
eMule è un programma open source ed il codice sorgente liberamente disponibile ha invogliato fin dai primi tempi alcuni programmatori (modder) a implementare nuove funzioni non presenti nella versione ufficiale. Ne sono risultate molte versioni di eMule, compatibili con quella ufficiale.
Le funzionalità più diffuse in queste mod sono: la gestione avanzata delle categorie, del caricamento (caricamento dinamico, powershare, etc...), diversi sistemi di crediti, bandierine e altre ancora.
Le guide in italiano alle principali mod possono essere reperite nell'apposita sezione del sito www.emule-mods.it. Esiste on line un sondaggio sulla mod preferita e una classifica delle votazioni degli utenti (TOP 5 Rated MoDs).

### AdunanzA
AdunanzA era una mod di eMule dedicata esclusivamente agli utenti del provider Fastweb, per aggirare le difficoltà che questi ultimi avevano nel comunicare con la rete pubblica. Oggi il provider Fastweb fornisce ai propri utenti, al pari degli altri provider, la possibilità di avere un IP pubblico, risolvendo così le difficoltà di comunicazione. Venendo meno il motivo per cui la mod AdunanzA era stata creata, l'ultima versione, la 3.18 che risaliva al 2012 sembrava avesse concluso il progetto, sebbene nel 2021 sia uscita la versione 3.20.

#### Caratteristiche
AdunanzA nasce per permettere agli utenti Fastweb di usufruire della propria banda di cui in circostanze normali non potrebbero usufruire (dato che la rete Fastweb è costituita da una NAT che rende difficili le comunicazioni con la rete pubblica) attraverso l'uso della piattaforma Kad.
Per rendere possibile il collegamento tra utenti Fastweb che non possono contattarsi sul network pubblico, è stata creata una rete interna di tipo DHT chiamata Kadu (una modifica della rete Kad studiata solo per la rete interna di Fastweb) che collega direttamente computer interni alla NAT di Fastweb.
eMule AdunanzA si collega sia alla rete interna Kadu (caratteristica speciale della MOD che la contraddistingue dalle altre) sia alla rete pubblica ed2k.
eMule AdunanzA non si collega alla rete Kademlia, a cui invece partecipano tutti gli altri client e mod di eMule.
L'interazione con i client non-AdunanzA è pertanto limitata all'utilizzo degli obsoleti server ed2k.

#### Critiche
In passato questa MOD è stata criticata da alcuni utenti sul forum ufficiale di emule, a causa del suo approccio multinetwork che, secondo le accuse, non sarebbe stato utile alla rete e non avrebbe seguito la filosofia di eMule. Queste critiche erano mosse principalmente a causa di una funzione (presente dalla versione 3.14) che consisteva nel regolare il trasferimento di dati ai client esterni alla rete Fastweb in una quantità pari a quella che i client esterni avevano trasferito al programma, tenendosi quanto più possibile vicini al rapporto 1:1, favorendo quindi, secondo chi condanna questa funzionalità, maggiormente i client interni alla rete Fastweb che usano AdunanzA.
La comunità di AdunanzA ha risposto a queste osservazioni sostenendo che questa scelta operativa si era resa necessaria per non essere troppo svantaggiati dalla particolare struttura della rete del provider: Fastweb infatti utilizzava al tempo tecniche di Network address translation, che di fatto rendevano i client interni alla rete sempre firewall e dal punto di vista dei client esterni e spesso tendevano a far bloccare gli IP dei range residenziali del provider da parte dei server ed2k (che scambiano i numerosi tentativi di accesso da uno stesso indirizzo come un attacco). Appurati questi problemi, la caratteristica dello scambio 1:1 era stata introdotta solo dopo che un sistema di raccolta statistiche, incorporato nelle versioni precedenti della MOD, aveva evidenziato come, senza di questa, la quantità di dati trasferiti verso i client esterni alla rete Fastweb fosse mediamente molto superiore rispetto a quella che questi ultimi concedevano ai client Adunanza.
L'impostazione è stata comunque rimossa dalla versione 3.15.

#### Versioni e altri sistemi operativi
L'ultima versione disponibile è la 3.18. Tra le nuove caratteristiche di risalto è presente l'AduStreaming che permette di visualizzare un filmato esattamente come un filmato di YouTube, senza aspettare quindi di possedere il file completo.
AdunanzA, oltre a creare una versione per il sistema operativo casa Microsoft, grazie all'integrazione con aMule permette di utilizzare la rete Kadu anche su altre piattaforme come Linux e Mac.
eMule Adunanza è giunto alla versione 3.18 mentre l'ultima versione distribuita dal team di aMule è la 2.3.1.

#### Linee supportate
eMule AdunanzA al momento funziona solo con linee Fastweb ed AEMcom sulla rete privata Fastweb.
Il nome Kadu che identifica la sottorete serverless del software eMule AdunanzA è un incrocio tra le parole Kademlia (denominata Kad nelle versioni originali di eMule) ed Adu, abbreviazione di AdunanzA. La generazione del nodo da 128 bit in Kadu è casuale solo per gli ultimi 64 bit, i primi 64 sono infatti rappresentati dal corrispettivo binario della parola "adunanza".

#### Declino
Nella seconda metà degli anni 2000, ci si è avviati verso un lento declino nell'uso dell'ecosistema AdunanzA e di quello eMule in generale, con un netto sorpasso a livello di utenza di protocolli come bitTorrent o di siti di file sharing generici, declino raggiunto in Italia attorno al 2010.

## Versioni false
Esistono alcune versioni modificate del programma che richiedono, affinché possano essere utilizzate, un pagamento in denaro. Altre versioni installano, all'insaputa dell'utente, dei programmi dannosi come malware e spyware.
Ad esempio, il sito www.emule.org utilizzava una grafica estremamente simile al vero sito ufficiale www.emule-project.net, ma a differenza di questo, qualunque link ivi presente portava allo scaricamento del file eMuleSetup.exe che oltre al programma principale installa uno spyware.
La diffusione di queste versioni alterate è avvenuta in passato a causa delle pubblicità presenti nei motori di ricerca; in particolare grazie al sistemi AdWords e Google AdSense di Google.